# The Birds (musikgrupp)
The Birds var en brittisk musikgrupp som spelade musik som tilltalade mods. The Birds bildades i London år 1964. Gruppen bestod av Ali McKenzie (sång), Ronnie Wood (sång, gitarr), Tony Monroe (gitarr), Kim Gardner (basgitarr), och Pete McDaniels (trummor). Gruppen spelade den hårdare, psykedeliskt influerade popmusiken som kom att kallas "freakbeat". De lyckades nå listplacering i Storbritannien med sin andra singel "Leaving Here" som nådde #45 på UK Singles Chart.
Deras musik har många likheter med till exempel bandet Pretty Things. Soundet karaktäriseras av de långsammare och mer betonade trumbeatsen, samtidigt som gitarristen tenderar att spela mer psykedeliskt influerade riff snarare än det vanliga ackordakompanjanget, som var standarden inom den tidiga "modpopscenen". The Birds upplöstes år 1967. Ronnie Wood blev på 1970-talet betydligt kändare som medlem i The Rolling Stones.

## Diskografi
Singlar
- 1964 – "You're On My Mind"
- 1965 – "Leaving Here"
- 1965 – "No Good Without You Baby"
- 1966 – "Say Those Magic Words"

Samlingsalbum
- 1983 – These Birds Are Dangerous
- 1999 – The Collectors' Guide To Rare British Birds